# Trophées des championnats du monde de tennis de table
Il y a sept trophées des championnats du monde de tennis de table différents remis aux vainqueurs de chaque compétition.

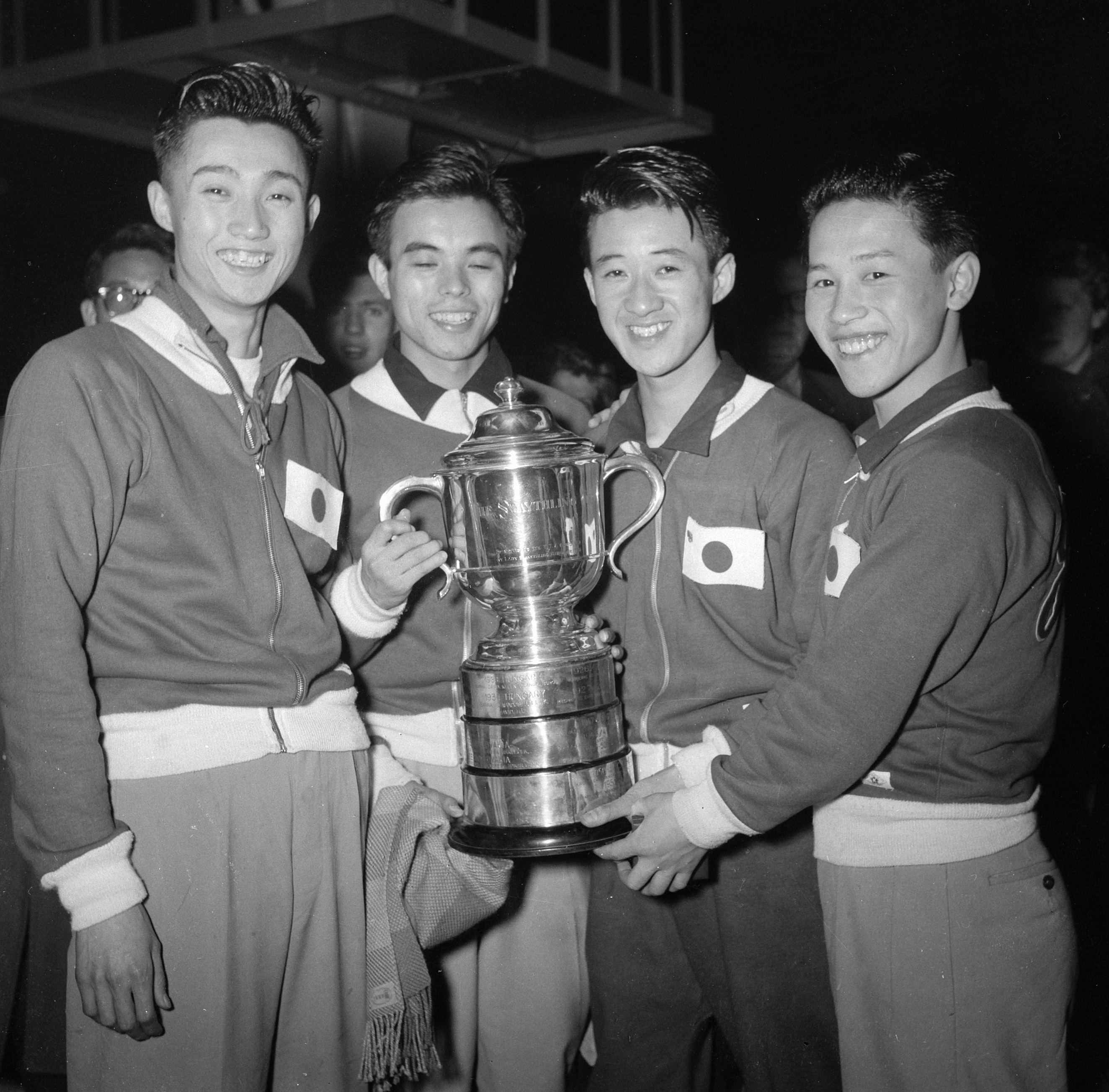
La Swaythling Cup remportée par l'équipe du Japon lors des Championnats du monde de tennis de table 1955.

- Swaythling Coupe pour l'équipe qui remporte les Championnats du monde par équipes messieurs : la coupe est donnée en 1926 par Lady baronne Swaythling, mère du premier président de l'ITTF, Ivor Montagu.

- Coupe Corbillon pour l'équipe qui remporte les Championnats du monde par équipes dames : la coupe est donnée en 1933 par Marcel Corbillon, président de la Fédération Française de Tennis de table[1]. L'équipe féminine allemande a remporté la Coupe en 1939, mais la Coupe originale a disparu pendant l'occupation de Berlin après la Seconde Guerre mondiale La Coupe Corbillon est maintenant une réplique faite en 1949.

- Saint-Bride Vase pour le gagnant des  Championnats du monde de tennis de table simple messieurs: le vase est donné en 1929 par C.Corti Woodcock, membre du St. Bride Table Tennis Club à Londres.

- Prix Geist pour la gagnante des  Championnats du monde de tennis de table simple dames: la coupe est donnée en 1931 par Dr. Gaspar Geist, président de l'Association hongroise de tennis de table.

- Coupe Iran pour l'équipe qui remporte les Championnats du monde de tennis de table double messieurs: la coupe est donnée aux Championnats du monde 1947 par le Shah d'Iran.

- WJ Pope Trophée pour l'équipe qui remporte les Championnats du monde de tennis de table double dames: la coupe est donnée en 1948 par WJ Pope, secrétaire général honoraire d'ITTF.

- Coupe Heydusek pour l'équipe qui remporte les Championnats du monde de tennis de table double mixte: la coupe est donnée en 1948 par Zdenek Heydusek, secrétaire de l'Association Tchécoslovaquie.

La Coupe Égypte est présentée à la prochaine série de championnats du monde. La coupe a été donnée par le roi Farouk d'Égypte en 1939, quand le championnat a eu lieu au Caire, en Égypte.